# Cofradía Cristo del Gran Poder (León)
La Cofradía Cristo del Gran Poder es una cofradía católica de León, España. Fundada en 1994, tiene su sede en la iglesia de San Lorenzo.

## Historia
La cofradía nació el Domingo de Ramos de 1993 y sus estatutos fueron firmados, por el entonces obispo Antonio Vilaplana Molina, el 9 de septiembre de 1994. La primera imagen con la que contó fue la del Cristo del Gran Poder, obra de José Antolín Álvarez, que fue presentada el 14 de enero de 1994; posteriormente, fue sustituida por otra realizada en el año 2000 por Melchor Gutiérrez y Ramsés Gutiérrez.
La primera procesión de la cofradía tuvo lugar durante la Semana Santa de 1995, en la cual la Virgen titular de la Cofradía de Jesús Nazareno de Sahagún acompañó a la imagen de Cristo del Gran Poder. En 1996 se incorporaron las imágenes de los apóstoles Santiago, San Pedro y San Juan, tallas del siglo XVII obra de Narciso Tomé. El 27 de marzo de 1997 organizó por primera vez su procesión de la Despedida el Jueves Santo. En el año 2000 se adquirió su imagen mariana, obra de Melchor y Ramsés Gutiérrez, en 2002 se incorporaron las tallas Oración en el templo, Marta y María, obra de Miguel Berajano, y en 2006 se incorporó la talla de San Juan, obra de José Miguel Tirao.

## Emblema
Su emblema es una cruz sencilla, rodeada en su parte inferior por una corona de espinas y con dos palmeras sencillas que nacen al pie de la cruz y buscan los brazos laterales de la misma en sus extremos. El emblema de los miembros de la Junta de Seises, Abades Honorarios y ex-Abades figura sobre un fondo de terciopelo.

## Indumentaria

Indumentaria

El hábito de la cofradía se haya compuesto por una túnica negra sencilla, con el emblema de la cofradía en el pecho al lado del corazón, capillo negro, bocamangas y cíngulo plateado. El capillo y las bocamangas están ribeteados con cordón plateado. Forman parte también del hábito los zapatos negros, calcetines negros, pantalón negro, corbata negra, camisa blanca y guantes negros.

## Actos y procesiones
- Domingo de Ramos: Procesión del Cristo del Gran Poder.
- Jueves Santo: Procesión de la Despedida.

## Pasos
Procesión del Cristo del Gran poder
- Los Apóstoles: son imágenes del antiguo retablo de la catedral de León, que una vez retiradas se guardaron en el Convento de los PP. Franciscanos. Representan a San Juan, San Pedro y Santiago. Fueron realizadas por Narciso Tomé en el siglo XVII y son pujadas por 90 braceros.
- Cristo del Gran Poder: imagen titular de la cofradía, fue realizada por Melchor Gutiérrez San Martín y Ramsés Gutiérrez Renedo en el año 2000. El paso fue actualizado en 2022 con las tallas de los cuatro evangelistas, de Melchor Gutiérrez San Martin. Es pujada por 80 braceros.
- Expulsión del Templo: este conjunto escultórico representa los momentos posteriores a la expulsión de los mercaderes del Templo, fue realizado por Melchor Gutiérrez San Martín y es pujado por 80 braceros.
- San Juan: obra de José Miguel Tirao Carpio realizada en 2006, es pujada por 100 braceras.
- Virgen del Gran Poder: paso de palio realizado por Melchor Gutiérrez San Martín y Ramsés Gutiérrez Renedo en el año 2000, es pujado por 110 braceras.

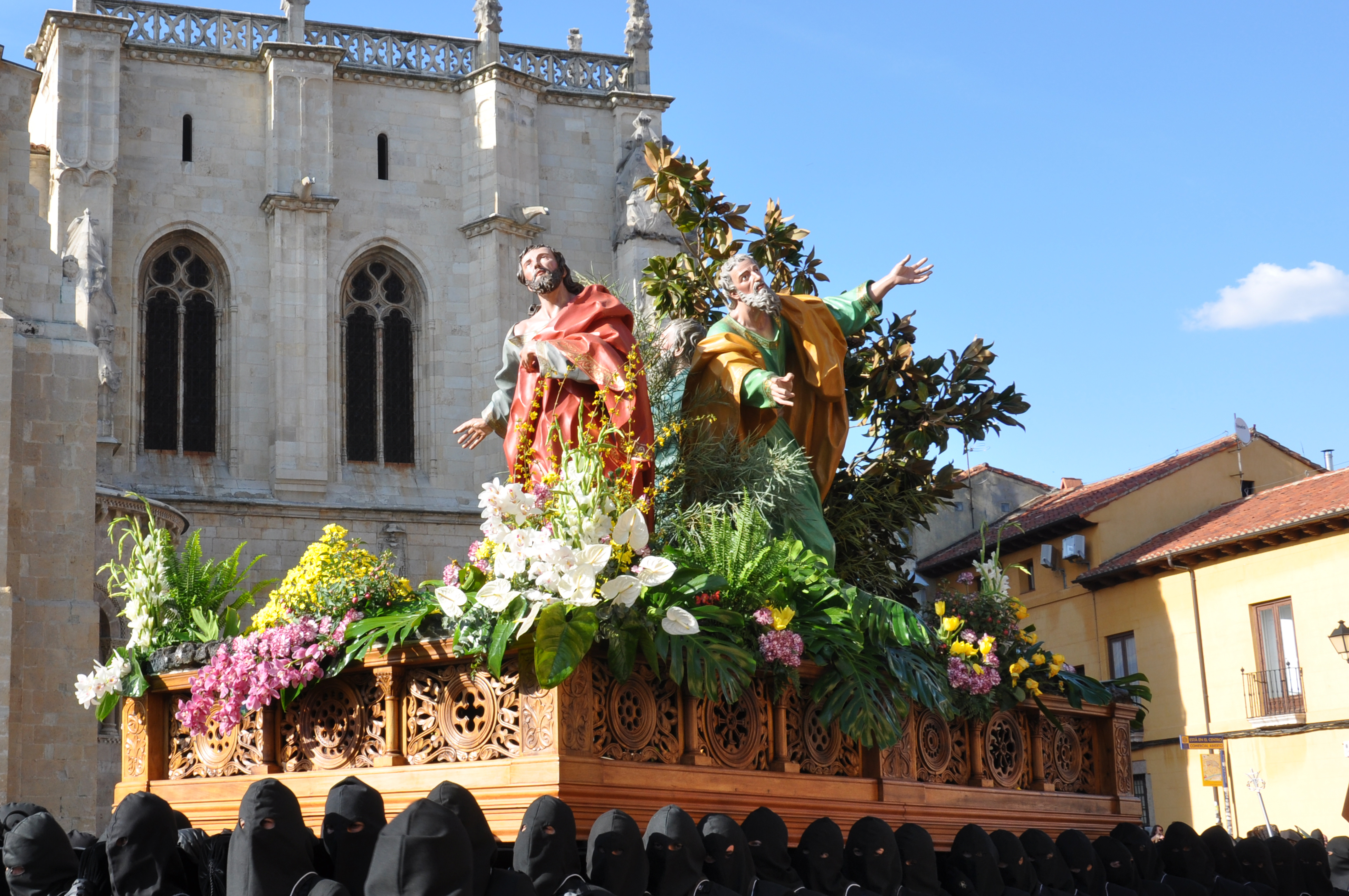
Los Apóstoles
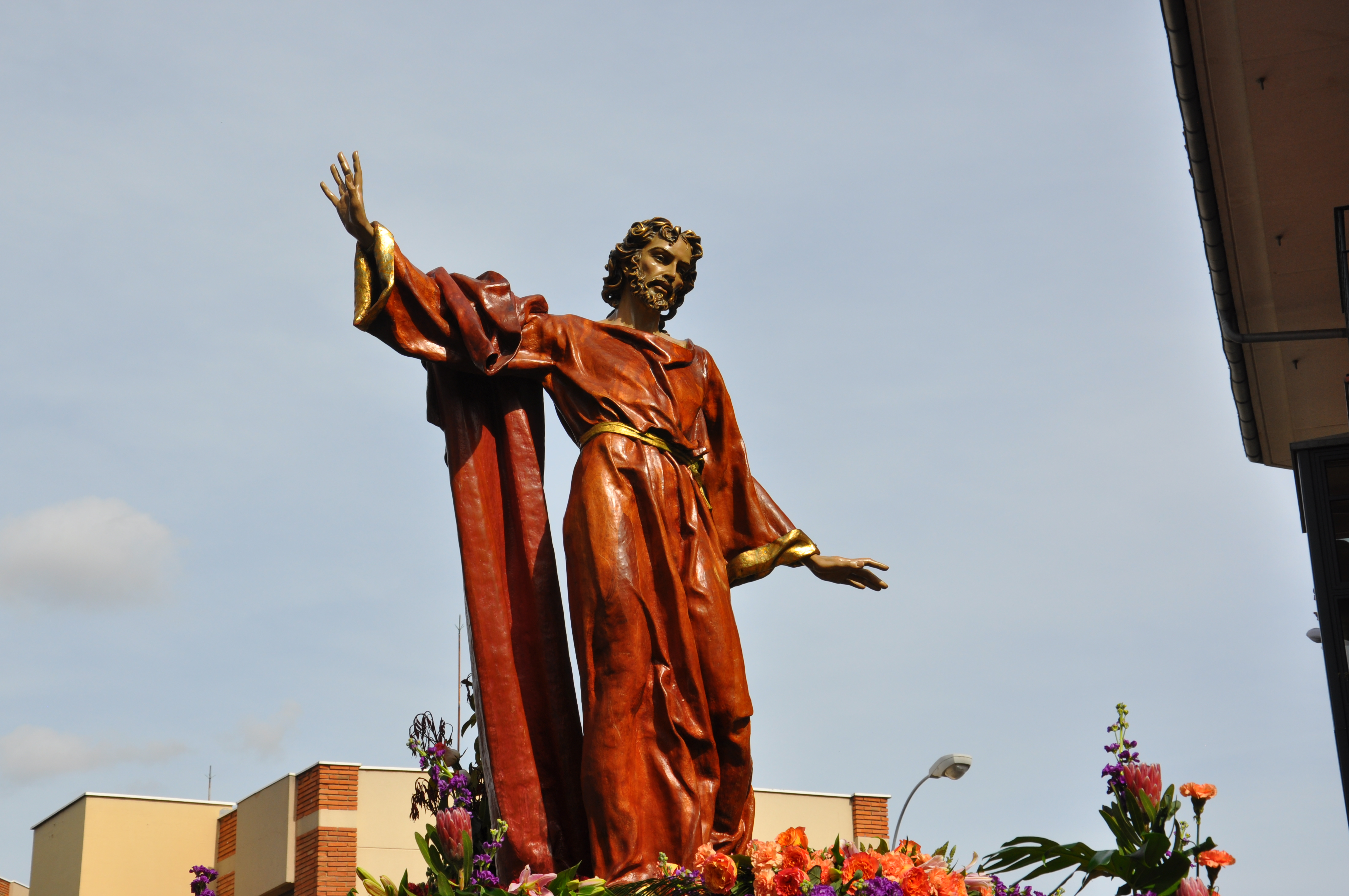
Cristo del Gran Poder
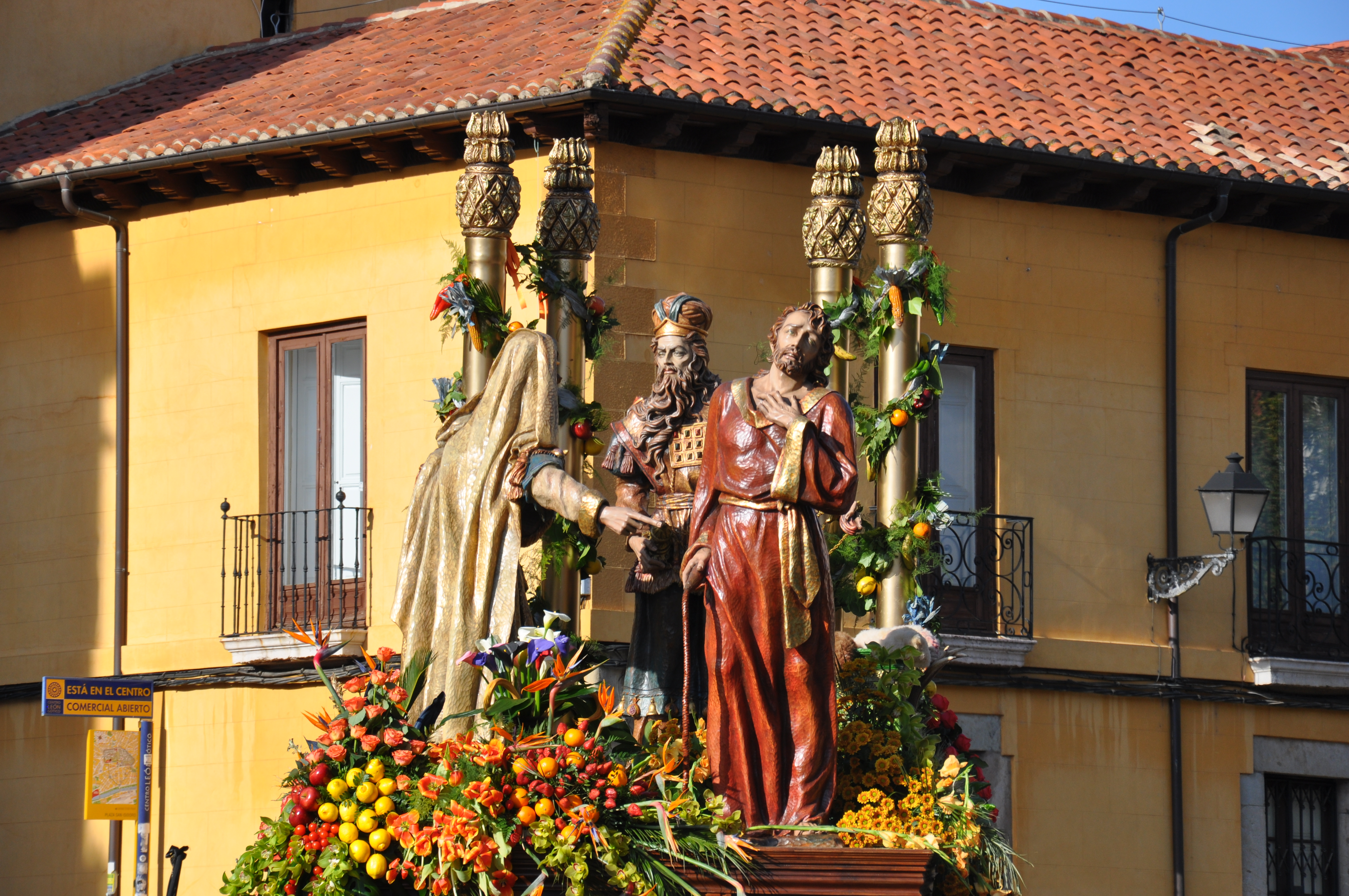
Expulsión
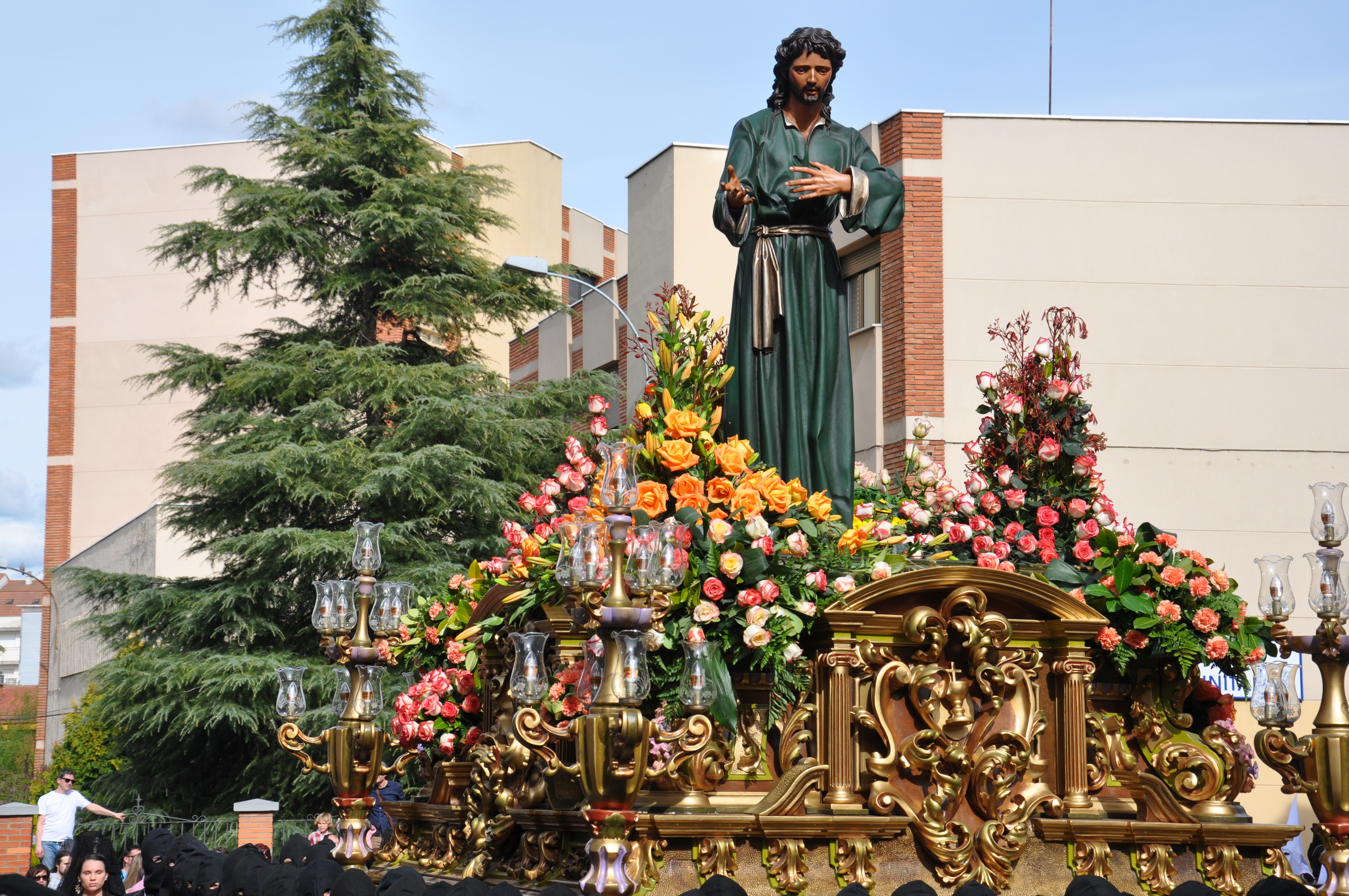
San Juan
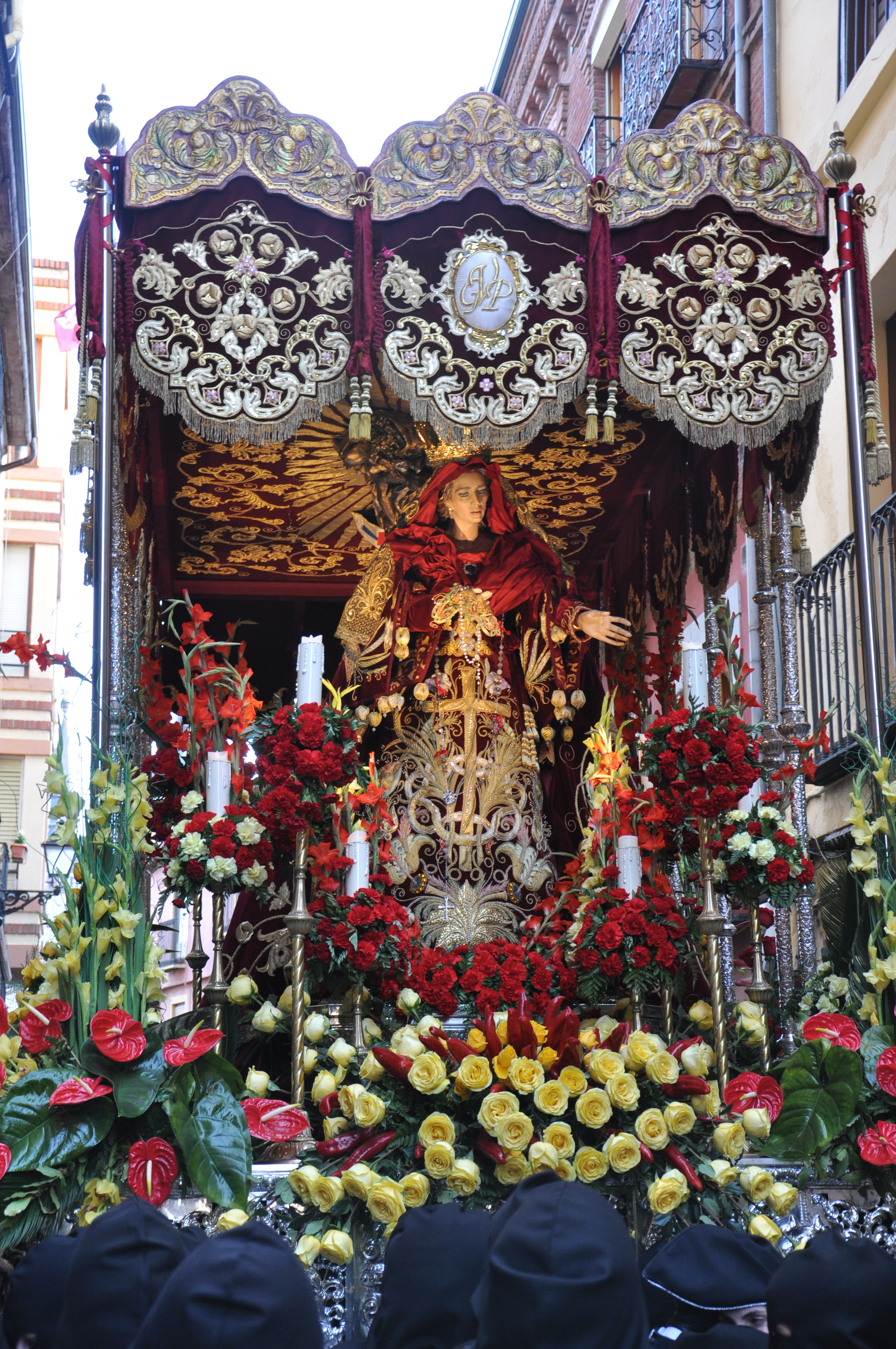
Virgen del Gran Poder

Procesión de la Despedida
- Oración en el Huerto: obras realizadas por Miguel Bejarano Moreno y Melchor Gutiérrez San Martin en 2002 y actualizado en 2016 con la talla del Ángel, es pujada por 80 braceros.
- Las Negaciones de Pedro: obra realizada por Melchor Gutiérrez San Martín en 2022, es pujada por 90 braceros.
- Las Tres Marías: imágenes de Santa María Magdalena y María de Cleofás realizadas por Miguel Bejarano Moreno en 2002, acompañan a la Virgen del Pozo, obra de Melchor Gutiérrez San Martín. Es pujada por 100 braceras.
- Cristo Despojado: imagen de un Cristo de estilo grecorromano y renacentista, talla realizada por Melchor Gutiérrez San Martin en 2016, es pujado por 80 braceros.
- Virgen de los Reyes: paso de palio obra de Melchor Gutiérrez San Martín incorporado a esta cofradía en 2016, es pujado por 110 braceras.

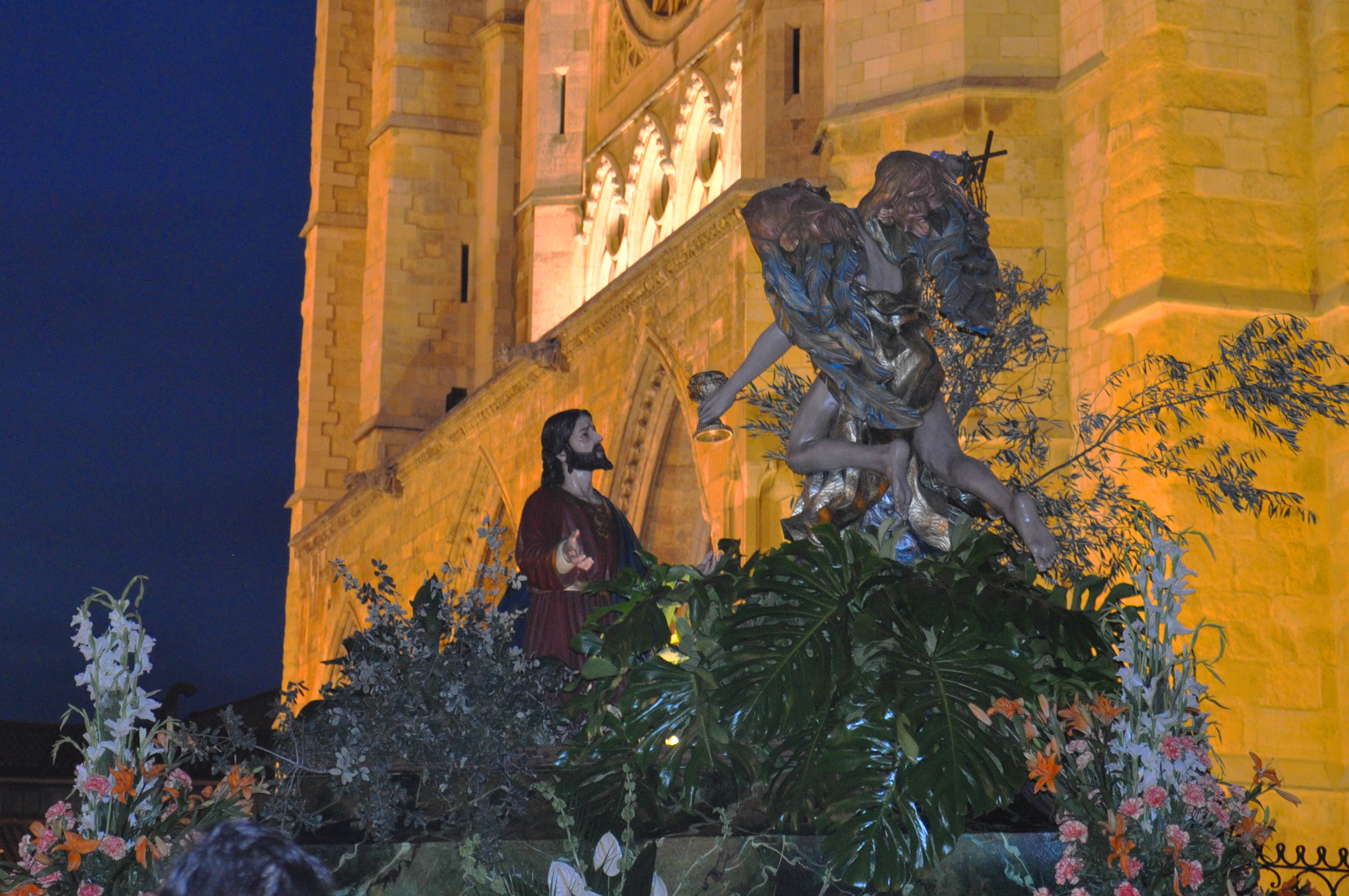
Oración en el Huerto
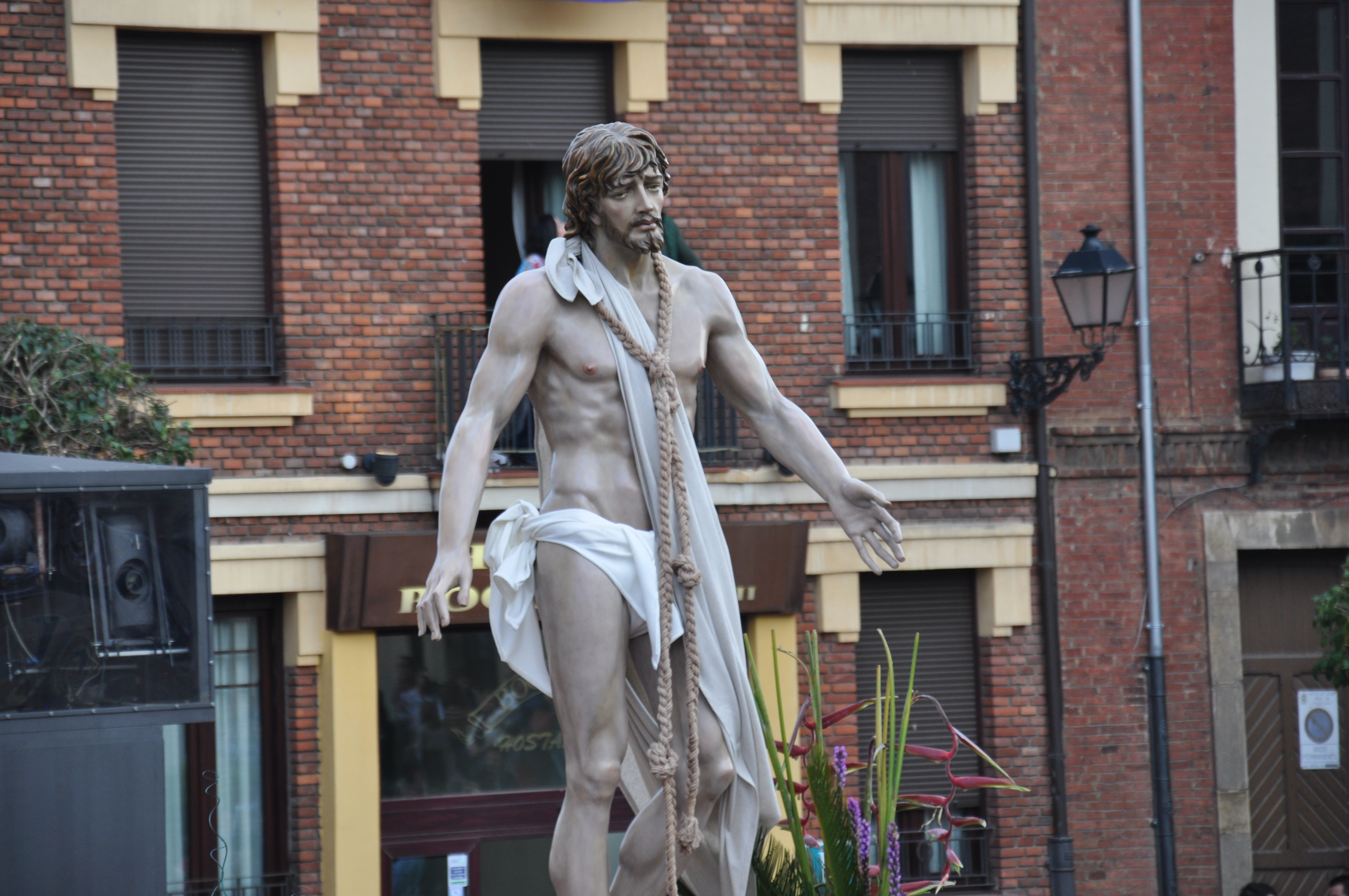
Cristo Despojado
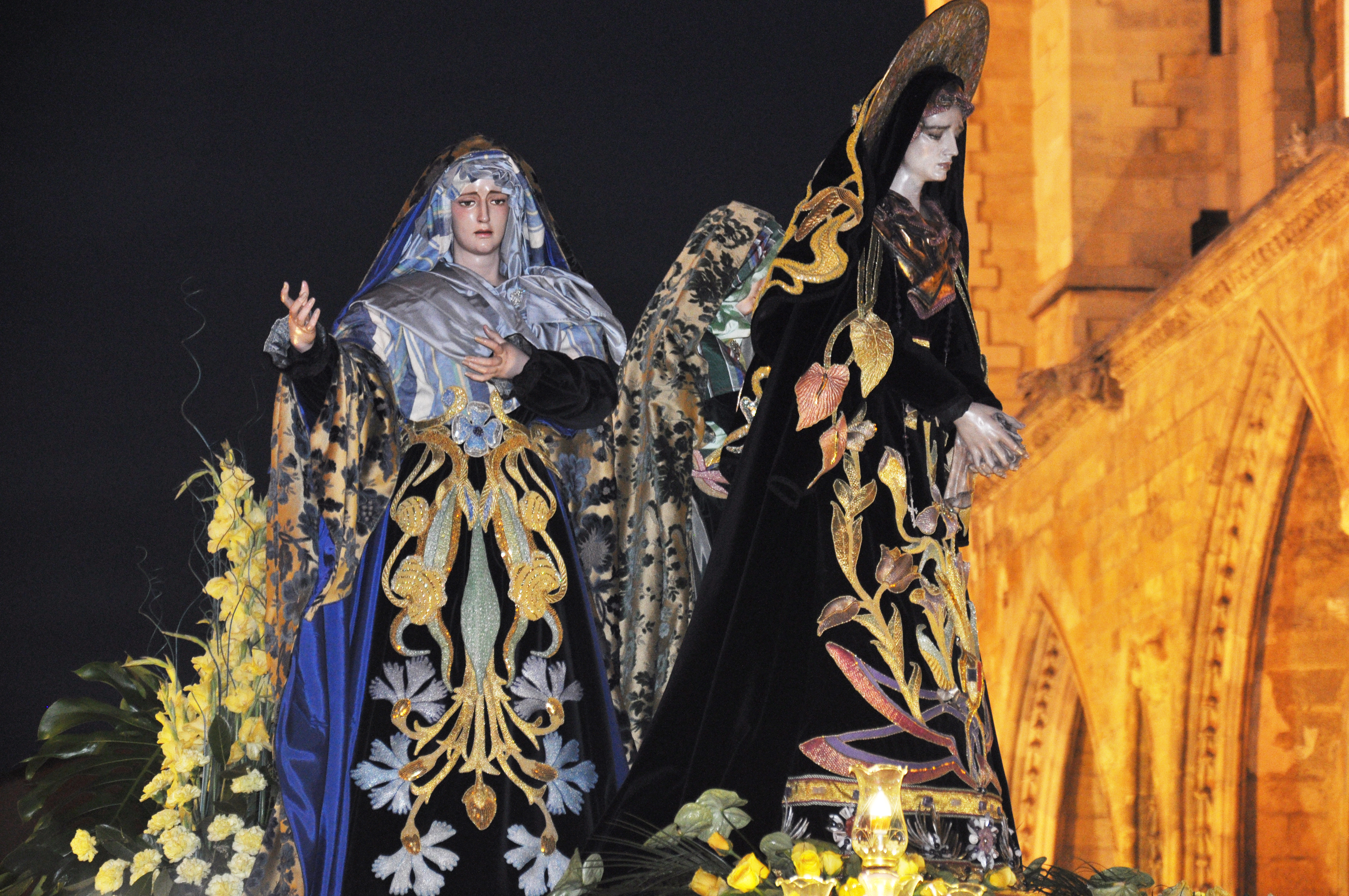
Las Tres Marías
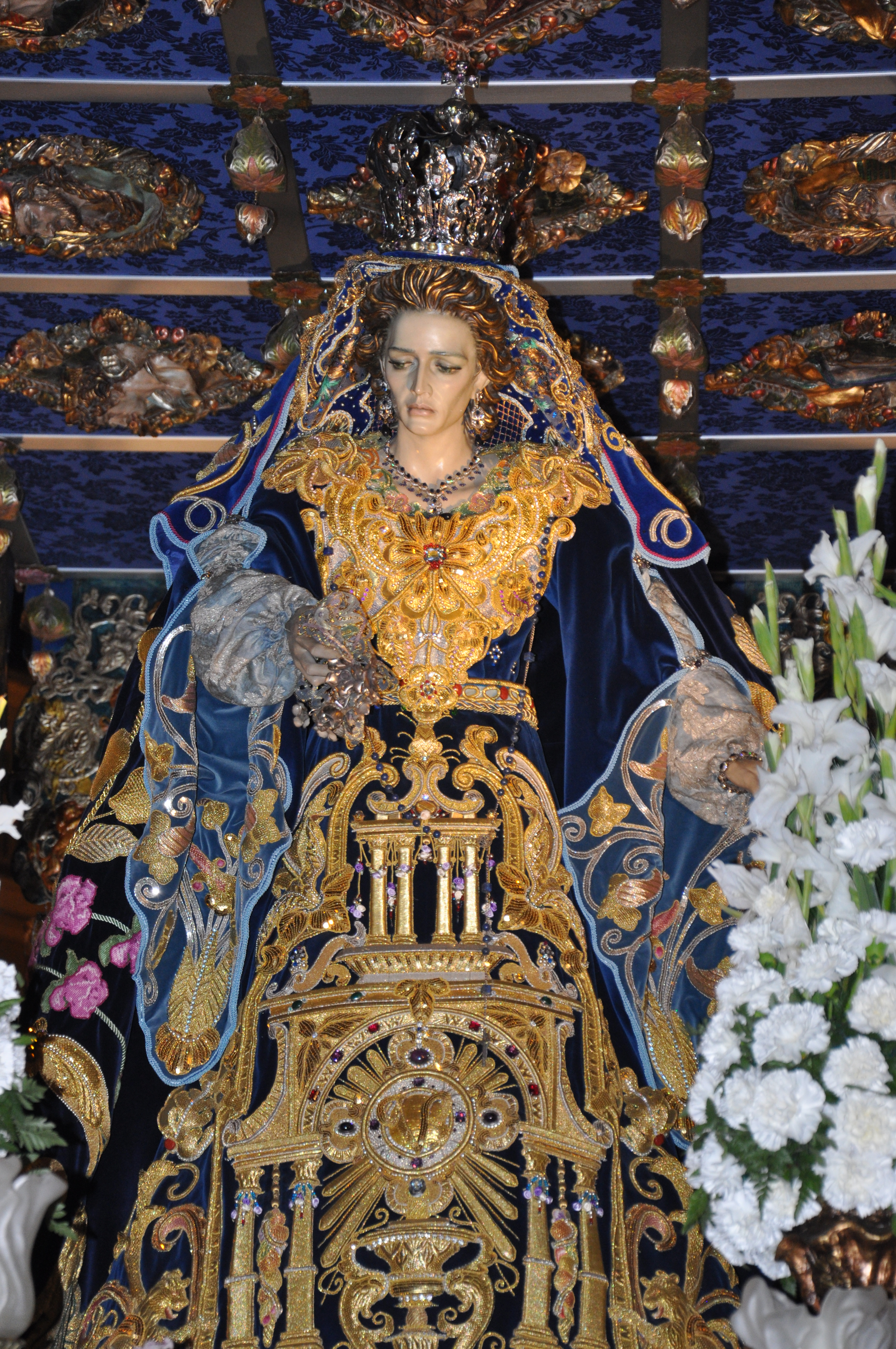
Virgen de los Reyes